# Hljómalind
«Hljómalind» es una canción de la banda islandesa Sigur Rós de su álbum Hvarf-Heim de 2007. Fue el primer sencillo del álbum, lanzado en un formato de vinilo de 7" (solo en Europa) el 29 de octubre, de 2007. El lado b del disco contiene una presentación acústica en vivo de la canción "Starálfur". Alcanzó el puesto #91 en el UK Singles Chart.
Aunque la canción fue tocada en conciertos, desde 1999, cuando en las grabaciones del disco Ágætis byrjun fue escrita, donde se conocía como "Rokklagið" ("La canción de rock"). La canción nuna fue lanzada hasta el 2007, cuando fue grabada en estudio, formando parte del disco Hvarf con el nombre de Hljómalind. Antes de escoger el nombre, la banda pensó en nombrarla "The Rabbit And The Prince" ("el conejo y la princesa", refiriéndose a dos amigos de la banda, Kiddi y Valli).

Su nombre proviene de un lugar de grabación en Reikiavik llamado Hljómalind, el cual es manejado por Kiddi, el mánager del grupo en esa época. Ahora es un café de comida orgánica administrado por Kiddi también, llamado Kaffi Hljómalind.

## Lista de canciones

### 7" sencillo
1. «Hljómalind» – 4:02
2. «Starálfur» (acústico en vivo) – 5:28

### CD
1. «Hljómalind» – 4:02
2. «Starálfur» (acústico en vivo) – 5:28
3. «Hljómalind» (instrumental) – 4:57